# Katholisches Gesangbuch der deutschsprachigen Schweiz
Das Katholische Gesangbuch der deutschsprachigen Schweiz (KG) ist das offizielle Gebet- und Gesangbuch der römisch-katholischen Bistümer in der Schweiz für die deutschsprachigen Gemeinden. Es wurde 1998 eingeführt.

## Geschichte
Schon 1966, neun Jahre vor dem Gotteslob für Deutschland und Österreich, wurde das erste gemeinsame deutschsprachige Gebet- und Gesangbuch für alle Schweizer Diözesen (KGB) in Gebrauch genommen. 1977 beschloss die DOK, für ein künftiges deutschschweizerisches katholisches Gesangbuch den gemeinsamen Teil des Gotteslob zu übernehmen, revidierte diese Entscheidung jedoch 1985. Stattdessen wurde in den folgenden zehn Jahren in enger Zusammenarbeit mit der Schweizer evangelisch-reformierten Gesangbuchkommission, die zeitgleich das RG vorbereitete, das neue KG erstellt. Beide Gesangbücher wurden mit einem ökumenischen Fernsehgottesdienst am 1. November 1998 in Luzern offiziell eingeführt.

## Konzept und Gliederung
Das KG basiert auf dem erneuerten Liturgieverständnis des Zweiten Vatikanischen Konzils. Im Rahmen der Participatio actuosa ist es das «Rollenbuch» der Gemeinde. Der Gesamtaufbau «folgt einem lebenstheologischen Ansatz. Er geht aus vom Geheimnis unserer Lebensgemeinschaft mit dem Dreieinen Gott (erster Teil), zeigt deren Entfaltung im menschlichen Leben (zweiter Teil) und verweist auf unsern Auftrag als Christen in dieser Welt (dritter Teil)».
Gebete und Gesänge wurden nicht getrennt, sondern dem jeweiligen Thema zugeordnet. Ausser gregorianischen Gesängen und traditionellen und neuen Strophenliedern, darunter neue geistliche Lieder aus dem 20. Jahrhundert, sind Psalmen, Kehrversgesänge und Kanons sowie einige mundartliche Lieder vor allem für Kinder enthalten.
Wo immer möglich, wurden die gemeinsamen Fassungen der Arbeitsgemeinschaft für ökumenisches Liedgut übernommen und dafür auch Abweichungen von vertrauten Text- und Melodiefassungen in Kauf genommen.